# Garancières
Garancières is een gemeente in het Franse departement Yvelines (regio Île-de-France) en telt 2242 inwoners (1999). De plaats maakt deel uit van het arrondissement Rambouillet.

## Geografie
De oppervlakte van Garancières bedraagt 10,7 km², de bevolkingsdichtheid is 209,5 inwoners per km².
De onderstaande kaart toont de ligging van Garancières met de belangrijkste infrastructuur en aangrenzende gemeenten.

## Demografie
Onderstaande figuur toont het verloop van het inwonertal (bron: INSEE-tellingen).